# 2953 Vysheslavia
2953 Vysheslavia là một tiểu hành tinh vành đai chính với chu kỳ quỹ đạo là 1737.1987872 ngày (4.76 năm).
Nó được phát hiện ngày 24 tháng 9 năm 1979.